# 林正亨 (明朝)
林正亨（1590年—1648年），字宗謙，號益謙，福建福清县海口镇人，是一名明朝政治人物。

## 生平
万历四十六年（1618年）戊午科举人，次年联捷己未科进士，刑部觀政，任长沙府推官，有藩戚擅威虐民，正亨杖毙之。天啓元年本省同考，五年行取，授礼部主事。崇祯元年考选，擢兵科给事中，本年丁憂歸。四年補兵科給事中，侃侃论列，适流冠蹂躏诸陵，崇祯皇帝命廷臣往勘，咸不实。正亨驰往凤颍寿亳太和诸处，绘图以进，上为之呜咽，复陈五恨四要，皆切中时弊。奉命册封益藩，六年浙江主考，八年转户科右给事中，十一年予告归。

## 家族
曾祖林仕仁，乡饮宾。祖父林昌業，儒官。父林有材，生员。
正亨孙林应春，康熙三十九年进士。